# ألن تاكر
آلان كورتيس تاكر (بالإنجليزية: Alan Tucker)‏ عالم رياضيات أمريكي. وهو أستاذ للرياضيات التطبيقية في جامعة ستوني بروك، ومؤلف كتاب مدرسي يستخدم على نطاق واسع في علم التوافق  كما قدم مساهمات بحثية في نظرية الرسم البياني ونظرية الترميز. لديه أربعة أطفال، كاتي، ليزا، إدوارد، وجيمس.

## التعليم والوظيفي
تاكر هو ابن عالم الرياضيات ألبرت و. تاكر. حصل على درجة البكالوريوس من جامعة هارفارد في عام 1965 ثم تابع دراساته العليا في جامعة ستانفورد، وحصل على درجة الماجستير في عام 1967 ودكتوراه في عام 1969. تتعلق أطروحته الدكتوراه، التي يشرف عليها جورج دانتزيغ، الرسوم البيانية قوس دائري. ثم التحق بقسم الرياضيات التطبيقية والإحصاء بجامعة ستوني بروك في عام 1970، وبقي هناك لبقية حياته المهنية. منذ عام 1989، كان يعمل في جامعة ولاية نيويورك. أستاذ تدريس متميز في ستوني بروك. منذ عام 2011، كان رئيس تحرير مجلة Letters Mathematics Letters.

## الجوائز والأوسمة
عيين تاكر زميلًا في الجمعية الأمريكية لتقدم العلوم في عام 2009. أصبح أحد الزملاء الأوائل للجمعية الأمريكية للرياضيات في عام 2013.

## منشورات مختارة
- Hu، T. C.؛ Tucker، A. C. (1971)، "Optimal computer search trees and variable-length alphabetical codes"، SIAM Journal on Applied Mathematics، ج. 21، ص. 514–532، DOI:10.1137/0121057، MR:0304063.
- Tucker، Alan (1975)، "Coloring a family of circular arcs"، SIAM Journal on Applied Mathematics، ج. 29، ص. 493–502، DOI:10.1137/0129040، MR:0437378.
- Tucker، Alan (1980)، Applied Combinatorics، John Wiley & Sons, Inc., New York، ISBN:0-471-04766-X، MR:0591461. 3rd ed., 1995, ماثماتيكل ريفيوز1287611. 6th ed., 2012, (ردمك 978-0-470-45838-9).